# Drest X
Drest X, també conegut amb el nom de Drest mac Uurad, va ser rei dels pictes del 845 fins al 848.
La Crònica picta li atribueix un regnat de 3 anys i el designa com a fill d'Uurad. Es tracta doncs, molt possiblement, de l'últim hereu del rei Uurad mac Bargoit.
Va ser el darrer rei del tron picte conegut que es va oposar a les pretensions de Kenneth I d'Escòcia de prendre el títol de rei dels pictes, que ell mateix s'havia atribuït vers el 842. Després de la mort de Drest, Kenneth va romandre com a únic sovirà dels pictes i dels escots, tot i que els Annals d'Ulster el considera únicament "rex pictorum" quan parla de la seva mort el 858.
Segons algunes fonts, a Drest l'haurien assassinat a Forteviot. En aquest context, seria el rei «Drest o Drust» qui hauria estat víctima de la mítica «Traïció de MacAlpin» que explicarien els autors posteriors.